# Sam Fuld
Samuel Babson Fuld (né le 20 novembre 1981 à Durham, New Hampshire, États-Unis) est un joueur de champ extérieur évoluant avec les Athletics d'Oakland de la Ligue majeure de baseball. 

## Carrière

### Cubs de Chicago
Sam Fuld est sélectionné au 24e tour par les Cubs de Chicago en 2003, mais ne signe pas de contrat avec le club. Les Cubs le sélectionnent à nouveau l'année suivante, cette fois au dixième tour, et Fuld se joint à l'équipe. 
Il dispute sa première partie en Ligue majeure le 5 septembre 2007 pour les Cubs. Après une année 2008 entièrement passée en ligue mineure, le jeune voltigeur est rappelé par les Cubs durant la saison 2009. Il fait bien durant son séjour dans les grandes ligues, maintenant une moyenne au bâton de ,299 en 65 parties. Il réussit son premier coup sûr dans les majeures à Pittsburgh le 1er juillet, contre le lanceur Virgil Vasquez, des Pirates. Au dernier match de la saison, le 4 octobre, il claque son premier coup de circuit, réussi aux dépens de Doug Davis des Diamondbacks de l'Arizona.

### Rays de Tampa Bay
Le 8 janvier 2011, Sam Fuld et quatre joueurs des ligues mineures (le voltigeur Brandon Guyer, le receveur Robinson Chirinos, le lanceur droitier Chris Archer et l'arrêt-court Hak-Ju Lee) passent des Cubs aux Rays de Tampa Bay en retour du lanceur droitier Matt Garza, du gaucher Zach Rosscup et du voltigeur Fernando Perez.
Il dispute 105 parties des Rays en 2011 et frappe pour 240 de moyenne au bâton avec trois circuits, 27 points produits et 20 buts volés. Il se blesse aux ligaments du poignet droit en septembre, dans le dernier mois de la saison régulière. Il semble rétabli pour amorcer la saison 2012 mais aggrave sa blessure durant le camp d'entraînement, ce qui rend nécessaire une opération. Il rate les 96 premiers matchs de la saison 2012 des Rays. À son retour, il dispute 44 parties et frappe pour ,255.

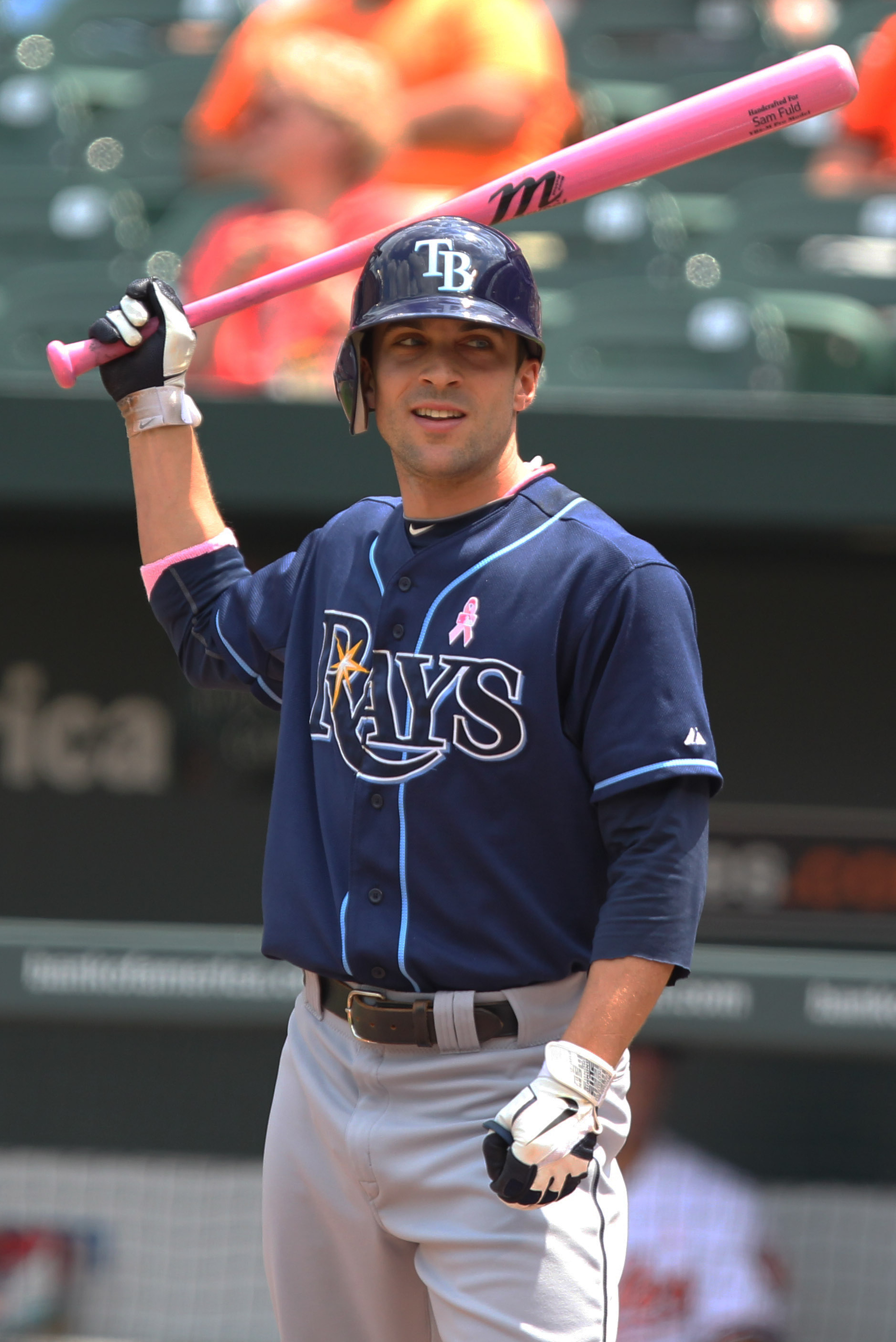
Sam Fuld en 2011 avec les Rays.

En 2013, il joue 119 matchs, son plus haut total en une année dans les majeures. Cependant, sa moyenne au bâton tombe sous la ligne de Mendoza et ne s'élève qu'à ,199. Il frappe 2 circuits et produit 17 points en 200 passages au bâton. Il est souvent utilisé comme remplaçant de fin de match au champ extérieur, comme frappeur suppléant ou coureur suppléant. Il réussit 8 vols de buts en 10 tentatives.

### Athletics d'Oakland
Le 4 février 2014, Fuld signe un contrat des ligues mineures avec les Athletics d'Oakland. Il frappe deux triples, un circuit et produit 4 points en seulement 7 matchs pour Oakland en début de saison 2014.

### Twins du Minnesota
Le 20 avril 2014, Fuld quitte Oakland et est réclamé au ballottage par les Twins du Minnesota. Il frappe pour ,274 avec un circuit, 17 points produits, 15 points marqués, 12 buts volés et une moyenne de présence sur les buts de ,370 en 53 parties des Twins de la fin avril à la fin juillet 2014.

### Deuxième séjour à Oakland
Le 31 juillet 2014, les Athletics d'Oakland rapatrient Fuld en cédant aux Twins le lanceur gaucher Tommy Milone.

## Vie personnelle
Sam Fuld souffre de diabète de type 1 depuis l'âge de 10 ans. Il dit avoir été inspiré à persévérer malgré la maladie après avoir brièvement rencontré, à l'âge de 12 ans, le lanceur des Ligues majeures Bill Gullickson, lui aussi diabétique. 